# Alf Padgham
Alfred Harry Padgham, känd som Alf Padgham, född 2 juli 1906 i Caterham i Surrey, död 4 mars 1966 i West Wickham i Greater London, var en engelsk golfspelare.
Padgham var en av de ledande brittiska golfspelarna på 1930- och 1940-talet. Efter att ha slutat trea i The Open Championship 1934 och tvåa 1935 vann hann tävlingen 1936 på Hoylake.
Padgham spelade för Storbritannien i Ryder Cup 1933, 1935 och 1937 men han förlorade samtliga sina sex matcher. Han förlorade han vad som kunde ha blivit hans bästa tävlingsår på grund av andra världskriget.
Han var under många år klubbprofessional på Sundridge Park Golf Club i de sydöstra förorterna av London.

## Meriter

### Majorsegrar
- 1936 The Open Championship

### Övriga segrar
- 1931 News of the World Tournament
- 1932 Irish Open
- 1934 German Championship, Dunlop Masters, Yorkshire Evening News Championship
- 1935 News of the World Tournament
- 1936 Dunlop Masters, Daily Mail Tournament, Silver King Championship, Western Province Championship (South Africa)
- 1938 Dutch Open, Kent Professional Championship
- 1939 Silver King Championship, News Chronicle Tournament
- 1946 Daily Mail Tournament
- 1947 Silver King Championship

| Majorsegrare genom tiderna                                                                                    |             |             |              |                  |
| 200 olika spelare har vunnit i herrarnas majortävlingar. Alf Padgham var den 65:e spelaren som vann en major. |             |             |              |                  |
| 1:a | 64:e        | 65:e        | 66:e         | 200:e            |
| Willie Park Sr                                                                                                | Tony Manero | Alf Padgham | Byron Nelson | Louis Oosthuizen |
| Lista över golfens majorsegrare                                                                               |             |             |              |                  |